# Oberoende filippinska kyrkan
Oberoende filippinska kyrkan (spanska: Iglesia filipina independiente, engelska: Philippine Independent Church) är en gammalkatolsk rörelse på Filippinerna som 1902 blev självständig från den Romersk-katolska kyrkan. En av förgrundsgestalterna under kyrkans första tid som oberoende var Gregorio Aglipay, vilket gör att den ibland har kallats för den Aglipayanska kyrkan.
Det tredelade ämbetet med biskopar, präster och diakoner behölls, likaså det romersk-katolska gudstjänstlivets grundstruktur och folkliga fromhetsbruk. Under Aglipays livstid florerade dennes unitariska privatmeningar i kyrkan, men efter Aglipays död 1940 tog kyrkan avstånd från unitarismen.
Stegvis närmade man sig den episkopala kyrkan i USA och skrev sedermera samarbetsavtal med Utrechtunionen av gammalkatolska kyrkor. Samfundet har sedan dess splittrats upp i tre olika grenar: en unitarisk, en episkopal och en konservativt filippinskt katolsk. Den sistnämnda, Philippine National Catholic Church, har ärkebiskopssäte i Davao.[källa behövs]
Cirka en tiondel av Filippinernas befolkning tillhör någon av kyrkans tre olika fraktioner.
Oberoende filippinska kyrkan trädde 1961 i full kyrkogemenskap med Anglikanska kyrkogemenskapen, och deltar också i Utrechtunionens internationella biskopskonferens. Svenska kyrkan har sedan 1995 samarbetsavtal med den största av Oberoende filippinska kyrkans tre olika huvudfraktioner.